# Jennie Tebler
Jennie Tebler (Stoccolma, 13 aprile 1973) è una cantante svedese. È nota soprattutto per essere la sorella di Quorthon, pionere del metal estremo, fondatore e unico membro fisso della band Bathory.

## Biografia
Jennie Tebler esordì nel mondo musicale come cantante ospite per il gruppo svedese Lake of Tears. Successivamente registrò nel 2004 alcuni singoli con Quorthon, fondatore della celebre black metal band Bathory.
Deceduto Quorthon, la Tebler fondò un suo gruppo gothic metal denominato Jennie Tebler's Out of Oblivion, con cui pubblicò nel 2008 l'album Till Death Tear Us Part.

## Discografia

### Album
- 2008 - Till Death Tear Us Part

### Singoli
- 2005 - Silverwing
- 2005 - Between life and death